# REO Speedwagon
REO Speedwagon je americká rocková kapela založená v roce 1967, populární zejména v 70. letech. Původní sestavu, která hrála pouze do roku 1968, tvořili Mike Blair (zpěv, baskytara), Neal Doughty (klávesy), Alan Gratzer (bicí) a Joe Matt (kytara, zpěv). Později se ve skupině vystřídala řada dalších členů, mezi něž patří také Gary Richrath a Kevin Cronin. První album skupina vydala v roce 1971 a neslo název R.E.O. Speedwagon.

## Diskografie
- REO Speedwagon (1971)
- R.E.O./T.W.O. (1972)
- Ridin' the Storm Out (1973)
- Lost in a Dream (1974)
- This Time We Mean It (1975)
- R.E.O. (1976)
- You Get What You Play For (1977)
- You Can Tune a Piano but You Can't Tuna Fish (1978)
- Nine Lives (1979)
- Hi Infidelity (1980)
- Good Touble (1982)
- Wheels Are Turnin' (1984)
- Life as We Know It (1987)
- The Earth, a Small Man, His Dog and a Chicken (1990)
- Building the Bridge (1996)
- Find Your Own Way Home (2007)
- Not So Silent Night… Christmas with REO Speedwagon (2009)

## V populární kultuře
Písně Take it on the Run a Roll with the Changes se objevily v TV seriálu Cobra Kai (2018, resp. 2024).